# Andrei Chipreanov
Andrei Chipreanov (n. 27 octombrie 1987, Rădăuți) este un practicant al skanderbegului, multiplu campion național și vicecampion mondial în 2010 și campion european în 2013 la acest sport.

## Palmares
| Anul | Locul  | Locatia            | Detalii |
| 2007 | 1 si 1 | București          | NCH (ambele brate - categoria 75 kg)                                                                             |
| 2008 | 1 si 1 | București          | NCH (ambele brate - categoria 75 kg)                                                                             |
| 2009 | 1 si 1 | București          | NCH (ambele brate - categoria 75 kg)                                                                             |
| 2009 | 2      | Sofia              | ECH (bratul drept - categoria 75 kg)                                                                             |
| 2010 | 1 si 1 | București          | NCH (ambele brate - categoria 75 kg)                                                                             |
| 2010 | 2      | Sopot              | NWC (bratul drept - categoria 78 kg)                                                                             |
| 2011 | 1 si 1 | București          | NCH (ambele brate - categoria 75 kg)                                                                             |
| 2012 | 2 si 2 | București          | NCH (ambele brate - categoria 80 kg)                                                                             |
| 2012 | 3      | Varșovia           | NWC (bratul stang)                                                                                               |
| 2013 | 1 si 1 | București          | NCH (ambele brate - categoria 85 kg si campion absolut bratul stang)                                             |
| 2013 | 1 si 2 | Druskininkai       | ECH (locul 1 cu bratul stang si 2 cu bratul drept - categoria 80 kg)                                             |
| 2014 | 1 si 1 | Codlea             | NCH (ambele brate - categoria 85 de kg)                                                                          |
| 2019 | 4      | România, Constanța | WAF (brațul stâng - categoria 100 de kg)                                                                         |
| 2019 | 1 și 1 | România, Codlea    | NCH (locul 1 cu brațul drept și locul 1 cu brațul stâng - categoria 100 de kg.) Campion absolut la ambele brațe. |
| 2020 | 1 și 1 | România, Pitești   | NCH (locul 1 cu brațul drept și locul 1 cu brațul stâng - categoria 100 de kg.) Campion absolut la brațul stâng. |